# Левобережное (Чечня)
Левобере́жное (чечен. Левобережни) — село в Наурском районе Чеченской Республики. Административный центр Левобережненского сельского поселения (включает сёла Левобережное и Юбилейное).

## География
Расположено на левом берегу реки Терек, в 47 км севернее города Грозного (расстояние по дороге; автодорога Р308 Червлённая—Грозный, проходящая по Червлёнскому мосту через Терек). Расстояние от районного центра станицы Наурской до села — 27 км на юго-восток по трассе Р262 (участок Моздок—Кизляр). В 1 км на север находится железная дорога. В 2 км на север расположено село Юбилейное.

## История
Село основано в 1954 году как совхоз «Комсомольский». В 1957 году, после разрешения чеченцам вернуться на родину, село было заселено преимущественно семьями терских казаков из предтеречных населённых пунктов, в которых они проживали ещё до депортации, чуть позже из-за оползней и селей в горах в село начали переселяться семьи из горных чеченских сёл и аулов бывшего Чеберлоевского района, а также из села Дарго Веденского района. Они селились компактно на южной окраине, именуемой в народе «хитрым посёлком». В 1972 году была построена трёхэтажная средняя школа (по состоянию на 1 января 2009 года её мощность составляет 640 мест). В 1977 году Указом Президиума ВС РСФСР посёлок центральной усадьбы винсовхоза «Комсомольский» переименован в село Левобережное. В 1978 году был построен Дом культуры (его вместимость по состоянию на 1 января 2015 года — 300 человек). В 1992 году в село прибыли беженцы из Узбекистана, турки-месхетинцы, для них сдаётся общежитие и старый детский сад. С началом второй чеченской войны многие представители не-чеченского населения выехали из Левобережного.

## Население
| 1990 | 2002  | 2010  |
| ---- | ----- | ----- |
| 2100 | ↗2660 | ↘2353 |

По данным 1984 года население села приблизительно составляло 1,9 тыс. человек. Согласно переписи 2002 года, в Левобережном проживало 1329 мужчин и 1331 женщина, 97 % населения составляли чеченцы.

## Экономика
Село окружено обширными виноградными полями. Местное население занято в сезон уборкой винограда (ГУП "Винхоз «Комсомольский»), в остальное время — животноводством (крупный рогатый скот, в том числе коровы, и овцы), садоводством и другим видами сельского хозяйства. Также село богато термальными источниками, которые в данный момент используются для отопления жилья. В окрестностях села ведётся нефтедобыча, имеются станции по перекачке.

## Фото
- По дороге в село Левобережное
- Въезд в село
- Мечеть